# Муніє
45°40′ пн. ш. 17°17′ сх. д. / 45.67° пн. ш. 17.29° сх. д.
Муніє (хорв. Munije) — населений пункт у Хорватії, у Б'єловарсько-Білогорській жупанії у складі міста Грубишно-Полє.

## Населення
Населення за даними перепису 2011 року становило 35 осіб.
Динаміка чисельності населення поселення: